# Hans Gustav Röhr
Hans Gustav Röhr (* 10. Februar 1895 in Uerdingen; † 10. August 1937 in Koblenz) war ein deutscher Konstrukteur und Automobilhersteller. Er gründete 1926 eine eigene Automarke, die seinen Namen trug, scheiterte aber als Unternehmer. Danach wurde er Chefkonstrukteur bei den Adlerwerken AG, wo er den bekannten Adler Trumpf konstruierte. 1935 wechselte er als technischer Direktor zur Daimler-Benz AG. Im August 1937 erkrankte er nach einer Cabrioletfahrt an einer Lungenentzündung mit tödlichem Ausgang.

## Frühe Jahre und erste Erfahrung mit Automobilen
Hans Gustav Röhr wurde als Sohn des Besitzers eines Bleiwalzwerks in Uerdingen im Rheinland geboren. Der familiäre Wohlstand ermöglichte es ihm bereits 1912, mit nur 17 Jahren, bei den Rheinischen Aerowerken ein eigenes Flugzeug zu konstruieren. Er baute es gemeinsam mit seinem Freund und späteren Kollegen Joseph Dauben. Bereits dieses Flugzeug zeigte das fast visionäre Talent seines Erbauers. Am Vorabend des Ersten Weltkriegs, als drahtverspannte Doppeldecker mit Reihenmotoren als Stand der Technik galten, baute Röhr eine mit Stäben versteifte Eindeckerkonstruktion, die in den Grundzügen spätere, frei tragende Konstruktionsauslegungen vorwegnahm. Bei den Rheinischen Aerowerken erwarb er sich auch Grundkenntnisse in der Konstruktion von Motoren, die ihrer Zeit voraus waren: Röhr setzte einen aus Motorradzylindern selbst konstruierten Fünfzylinder-Sternmotor mit 600 PS ein. Wie sich im Verlauf des folgenden Kriegs zeigen sollte, sind für Flugzeuge luftgekühlte Sternmotoren durch geringeres Gewicht und gute Kühlung besser geeignet als andere Motorenbauarten.
Im Ersten Weltkrieg meldete sich Röhr freiwillig zu den Jagdfliegern, dann wechselte er als Zivilist zu Priamus, einem Hersteller von Auto- und Flugmotoren in Köln-Sülz. 1918 beteiligte sich Röhr auch finanziell an Priamus und stellte schon kurz darauf einen neuen Sternmotor mit einem Leistungsgewicht von unter 1 kg pro PS vor – und das bei ca. 600 PS Motorleistung. Das war damals Weltspitze. Doch wegen der Ende 1918 folgenden militärischen Niederlage entschloss man sich, den Motor zu zerstören, um ihn nicht in die Hände der französischen Besatzer fallen zu lassen.
Der Vertrag von Versailles verbot Deutschland zunächst jeglichen Bau von Flugzeugen. Daher konzentrierte sich Röhr auf den Automobilbau. Sein erster Prototyp, den er 1919 bei den Priamus-Werken gemeinsam mit Joseph Dauben verwirklichte, zeigte bereits deutliche Merkmale späterer Konstruktionen: eine fortschrittliche Fahrwerkskonzeption und die aus dem Flugzeugbau gewonnenen Leichtbaueigenschaften. Der Prototyp, der als preiswertes Modell für die Massen gedacht war, bot eine Straßenlage, die die Qualität damaliger Luxusautomobile weit übertraf.
1921 verließ Röhr die finanziell angeschlagenen Priamus-Werke und ging nach Berlin. Dort baute er einen zweiten Prototyp, der mit einer hydraulischen Vierradbremse ausgestattet war. Das war zwar revolutionär im Straßenwagenbau, die Bremse machte aber Probleme und Röhr erkannte auch, dass die Motorisierung den wachsenden Anforderungen des Markts nicht genügte.

## Die Röhr Auto AG
Ende 1923 baute Hans Gustav Röhr einen dritten Prototyp, einen Wagen mit Sechszylindermotor, Vollschwingenachsen und einem sehr niedrigen Schwerpunkt. Er versuchte dieses Fahrzeug an die etablierte Automobilindustrie als Lizenzmodell zu verkaufen. Trotz großer Begeisterung war vielen Unternehmern das Wagnis zu groß. So entschloss sich Röhr, die notwendigen Finanzmittel selbst zu beschaffen und den Wagen unter eigenem Namen zu vermarkten. 1926 wurde mit Geldern unter anderem der Unternehmerfamilie Stinnes und des Frankfurter Bankhauses Otto Hirsch & Co. die Röhr Auto AG in Ober-Ramstadt bei Darmstadt gegründet. Hierfür übernahm man die Produktionsstätten der früheren Falcon Automobilwerke. Die Fertigung startete 1927 mit dem Röhr 8, einem Modell der oberen Mittelklasse mit Achtzylindermotor, 40 PS (29 kW), Plattformrahmen und, dank Vollschwingenachsen, hervorragenden Fahreigenschaften. Trotzdem fand der erste echte Röhr nur knapp 100 Käufer. Schuld war wohl der Motor, der weder besonders kraftvoll, noch sehr standfest war.
Als Röhr 1928 an der Internationalen Automobilausstellung in Berlin teilnahm, hatte er den etwas unzuverlässigen Motor verbessert, er bekam mehr Hubraum und eine Leistungssteigerung auf 50 PS (37 kW). Das neue Fahrzeugmodell hieß nun Röhr 8 Typ R und wurde zum ersten kommerziellen Erfolg des neuen Automobilproduzenten. Von 1928 bis 1930 verkauften sich rund 1000 Fahrzeuge.
Doch 1929 wurde auch die Röhr Auto AG vom Abwärtsstrudel der Weltwirtschaftskrise erfasst. Das auf 800 Mitarbeiter angewachsene Unternehmen verlor seinen Hauptaktionär Hugo Greffenius und fand keine neuen Geldgeber. Ende 1930 wurde das Vergleichsverfahren eröffnet, der Aktienwert des Unternehmens sank von 3,5 auf 1,4 Mio. Reichsmark. Kurz zuvor hatten Röhr und Dauben den Röhr 8 Typ RA mit gesteigerter Motorleistung und einigen technischen Verbesserungen auf den Markt gebracht. Doch der Konkurs war nicht mehr aufzuhalten. Anfang 1931 stoppte die Produktion vorerst. Die Röhr Auto AG wurde mit Einverständnis der Gläubiger vom Schweizer Holdinggesellschafter Joos Andreas Heintz übernommen. Unter dem Namen Neue Röhrwerke AG wurde im April 1931 die Produktion wieder aufgenommen, der gerade 36-jährige Hans Gustav Röhr musste sein Unternehmen jedoch verlassen.

## Chefkonstrukteur bei Adler
Schon im Mai 1931 fanden Röhr und Dauben ein neues Betätigungsfeld bei den ebenfalls krisengeschüttelten Adlerwerken in Frankfurt am Main. Als Chefkonstrukteur und stellvertretendes Vorstandsmitglied konstruierte Röhr bereits 1932 den Adler Trumpf. Typische Röhr-Merkmale wie Tiefbettrahmen und Vollschwingenachsen machten den Trumpf nach seiner Präsentation im März 1932 auf dem Genfer Auto-Salon zu einem großen kommerziellen Erfolg für Adler. Der kleine 1,5-Liter-Fronttriebler nahm auch erfolgreich an Langstreckenwettbewerben und Bergwertungen teil – Frontantrieb, niedriger Schwerpunkt und geringes Gewicht waren die Grundlage dafür.
Bis 1934 schob Röhr unermüdlich weitere Modelle nach: Die bereits bestehenden Adler Favorit und Adler Standard 6 wurden nach seinen Prinzipien überarbeitet. Der neue Adler Trumpf Junior wurde zum erfolgreichsten Wagen, den Röhr jemals baute: Knapp 103.000 Exemplare verließen bis 1941 die Adler-Werkshallen in Frankfurt am Main.
Das nationalsozialistische Reichsautobahnprojekt veränderte die Lastenhefte der deutschen Automobilkonstrukteure. Standfestigkeit und Stromlinie wurden die Schlagworte der Zeit. Röhr begann mit den Vorarbeiten für ein Stromlinienmodell, doch der von Adler 1937 präsentierte erste deutsche Stromlinien-Serienwagen, der Adler 2,5 Liter „Autobahn“, wurde am Ende von Karl Jentschke für Adler konstruiert. Röhr hatte sich 1935 mit seinem Arbeitgeber überworfen, denn er wollte an den Lizenzerlösen beteiligt werden, die für die Fremdproduktion des Trumpf Junior aus Frankreich und Belgien flossen.

## Technischer Direktor bei Daimler-Benz
Hans Gustav Röhr und Joseph Dauben fanden, wieder einmal als Team, bei der Daimler-Benz AG in Sindelfingen eine neue Anstellung. Röhr wurde unter ungünstigen Umständen über den Aufsichtsrat von Daimler-Benz technischer Direktor. Sein Vorgänger Hans Nibel war Ende 1934 gestorben. Ersatz wurde dringend gesucht, doch der Daimler-Benz-Vorstand unter Wilhelm Kissel war zunächst gegen Röhr. Seine Ehe mit einer Französin machte ihn den Nationalsozialisten verdächtig. Hinzu kam, dass sich die Ehefrau öffentlich gegen das Regime stellte. Daher achtete man bei der Vertragsgestaltung mit Röhr und Dauben penibel darauf, dass die neuen Mitarbeiter keine Einblicke in militärische Projekte erhielten.
Zusätzlich machte sich Röhr unbeliebt bei den „alten“ Daimler-Benz-Konstrukteuren. Sie waren wenig erfreut, dass ihnen die „Neuen“ einfach vorgesetzt wurden. Neben Dauben kamen schließlich noch einige weitere Kollegen von Adler mit. Bis 1937 stürzte sich das Team um Röhr intensiv auf die Entwicklung neuer Fahrzeuge mit Frontantrieb und 4-, 6- bzw. 8-Zylinder-Motoren. Etliche Versuchsfahrzeuge wurden bereits fertiggestellt. Einzeln aufgehängte Räder und selbst tragende Karosserien gehörten ebenfalls zu den besonderen Merkmalen dieser Prototypen. Der Vorstand entschied sich jedoch schon 1936 gegen eine Serienproduktion der praktisch fertigen Modelle. Ein harter Schlag für Röhr, der offenbar an den hausinternen Ressentiments ihm gegenüber, aber wohl auch an seiner mangelnden Anpassungsbereitschaft gescheitert war. Sein weiterer Weg bei Daimler-Benz war damit verbaut und in seinem Nachlass fanden sich Belege dafür, dass er dieses Unternehmen ohnehin bald verlassen wollte. Doch dazu kam es nicht mehr: Hans Gustav Röhr starb überraschend am 10. August 1937 mit nur 42 Jahren. Er hatte sich nach einer Cabrioletfahrt zum Nürburgring eine tödliche Lungenentzündung zugezogen. Unmittelbar nach seinem Tod wurden seine Unterlagen und Pläne von seinen Gegnern bei Daimler-Benz vernichtet.

## Würdigung
Hans Gustav Röhr war einer der fortschrittlichsten deutschen Automobilkonstrukteure. Sein Scheitern bedeutete nicht, dass seine Ideen falsch gewesen wären. Ganz im Gegenteil: Die von ihm angeschobenen Fahrwerksverbesserungen, einzeln aufgehängte Räder, der Leichtbau mit niedrigem Schwerpunkt und der Frontantrieb bewiesen später ihre Überlegenheit.
Röhr scheiterte tatsächlich an ökonomischen und politischen Problemen seiner Zeit. Als Automobilhersteller ließ ihn die Weltwirtschaftskrise scheitern. Seine überaus erfolgreiche Zeit bei Adler endete mit geschäftlichen Differenzen. Und bei Daimler-Benz war er als Neuling mit eigenen Ideen in der Konstruktionsabteilung nicht willkommen. Hinzu kam sein mangelnder politischer Anpassungswille. In seinen technischen Ideen und Entwicklungen ist Röhr nie gescheitert. Nach seinem Tod sorgten Widersacher und die NS-Führung dafür, dass er vergessen werden sollte. Vorwiegend bei Experten der Automobilgeschichte blieb Röhr als innovativer Konstrukteur in Erinnerung.